# Evaporímetre Piché
L'evaporímetre Piché és un aparell que mesura l'evaporació potencial, és a dir, la quantitat d'aigua per unitat d'àrea i de temps que s'evapora a través d'una petita superfície situada a l'aire lliure. Consta d'un tub cilíndric de vidre de 25 cm de llarg i 1,5 cm de diàmetre obert per un extrem i tancat per l'altre, amb una graduació gravada, creixent en mil·límetres. A l'extrem obert, una pinça acabada en una volandera metàl·lica fa que es pugui tapar amb un disc de paper filtre normalitzat de 30 mm de diàmetre i 0,5 mm de gruix, fixada per capil·laritat i mantinguda per un ressort. S'omple el tub amb aigua (si pot ser de pluja), es tapa amb el disc i es penja amb aquest en la part inferior, anotant la graduació assolida per l'aigua. L'endemà es torna a mesurar l'altura de la columna d'aigua (cal tenir en compte en els dos casos els efectes de la capil·laritat de l'aigua). La diferència entre les dues altures és l'evaporació potencial del dia anterior.
El procés d'evaporació està lligat essencialment al dèficit higromètric de l'aire; però, potser l'aparell no té prou en compte la influència de la insolació. A les estacions hidrometeorològiques aquest aparell s'instal·la sota recer.